# 万里ヶ島
万里ヶ島（まんりがじま）とは、鹿児島県に属する甑島列島の辺りに位置するといわれている島。昔、この島にあった金剛力士像の顔を赤く塗ったために、島は沈んだといわれる。長崎県では台湾の南にあったとされ、その王の名からドラゴンボートをペーロンと呼ぶようになったという伝承がある。エンゲルベルト・ケンペルの『日本誌』では、ペーロンの起源としてManrigafimaの王の名を紹介している。
また、万里が瀬（ばんりがせ）と呼ばれた孤島が日本とシャム国の間にあり、交易で栄えていたが、15世紀ころに海中に没したという記述が、17世紀前半に書かれた『徒然草嫌（もどき）評判』に見える。

## 同様の沈島伝説がある島・地域
- 鴨島 (島根県)
- 瓜生島・久光島 - 大分県別府湾[5]
- 高麗島 - 長崎県五島列島付近[5]